# Romyverleihung 2013

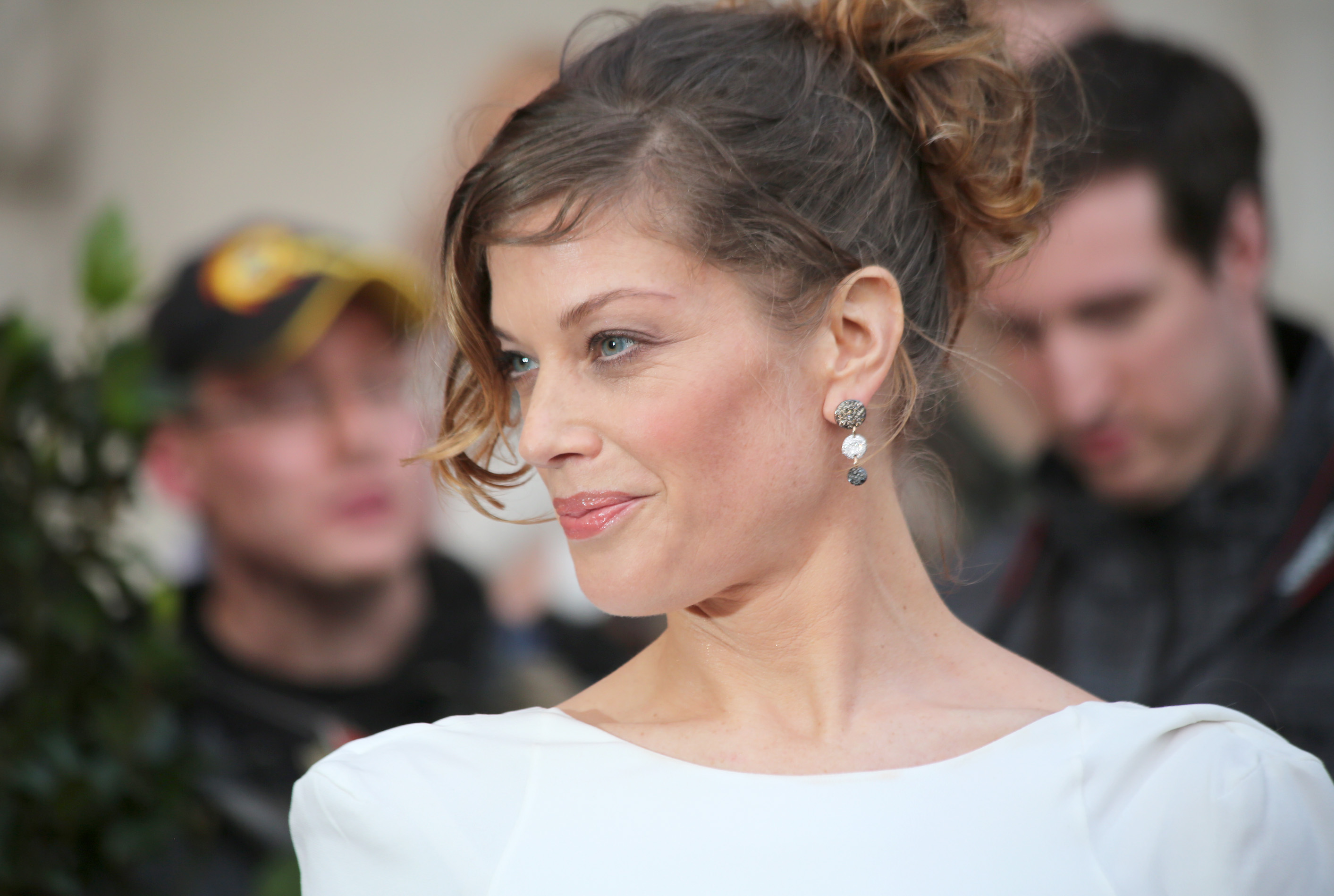
Marie Bäumer

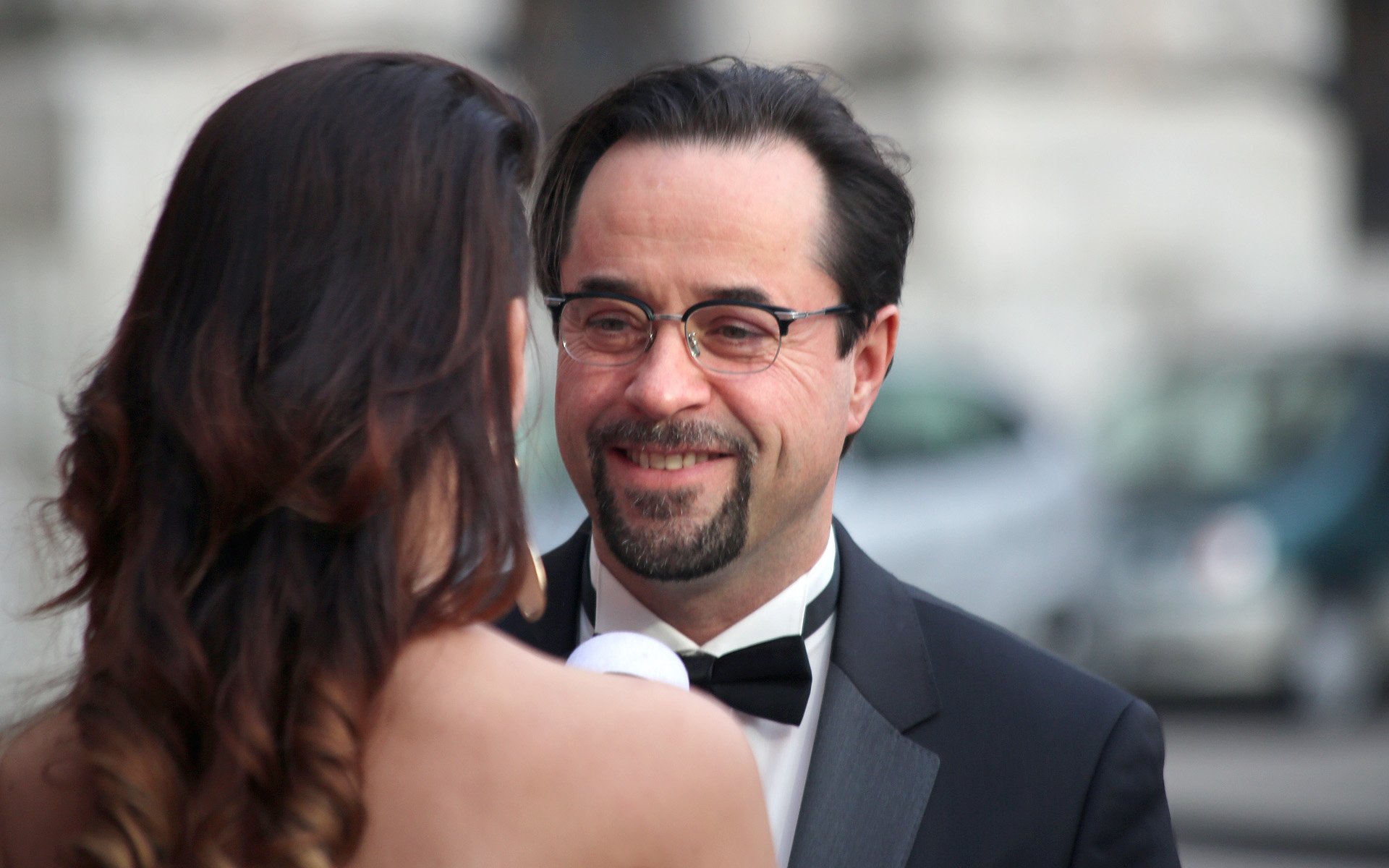
Jan Josef Liefers

Die Romy-Verleihung 2013 fand am 20. April 2013 in der Wiener Hofburg statt. Es war die 24. Vergabe des von der Tageszeitung Kurier veranstalteten österreichischen Fernseh- und Filmpreises Romy.

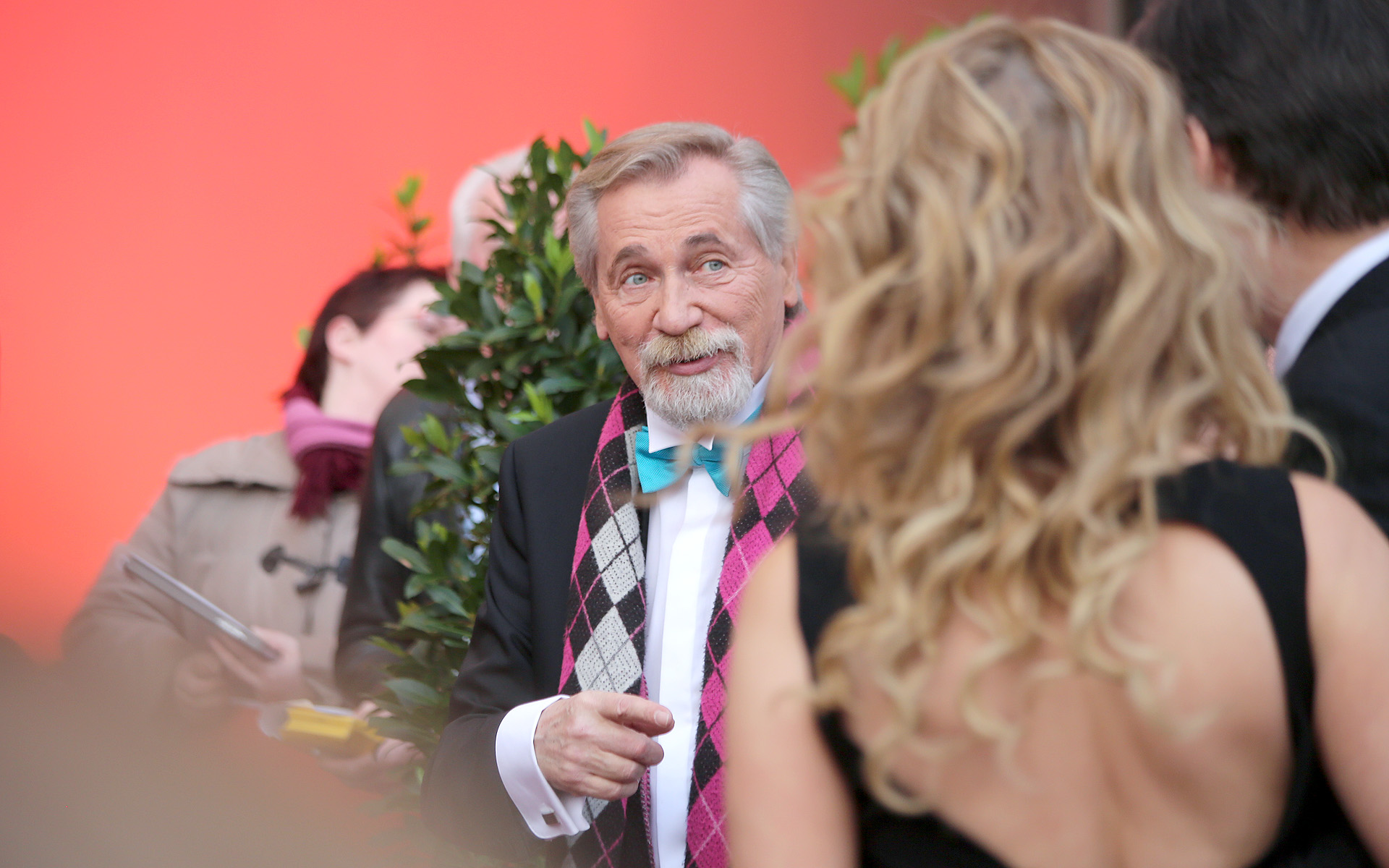
Peter Rapp

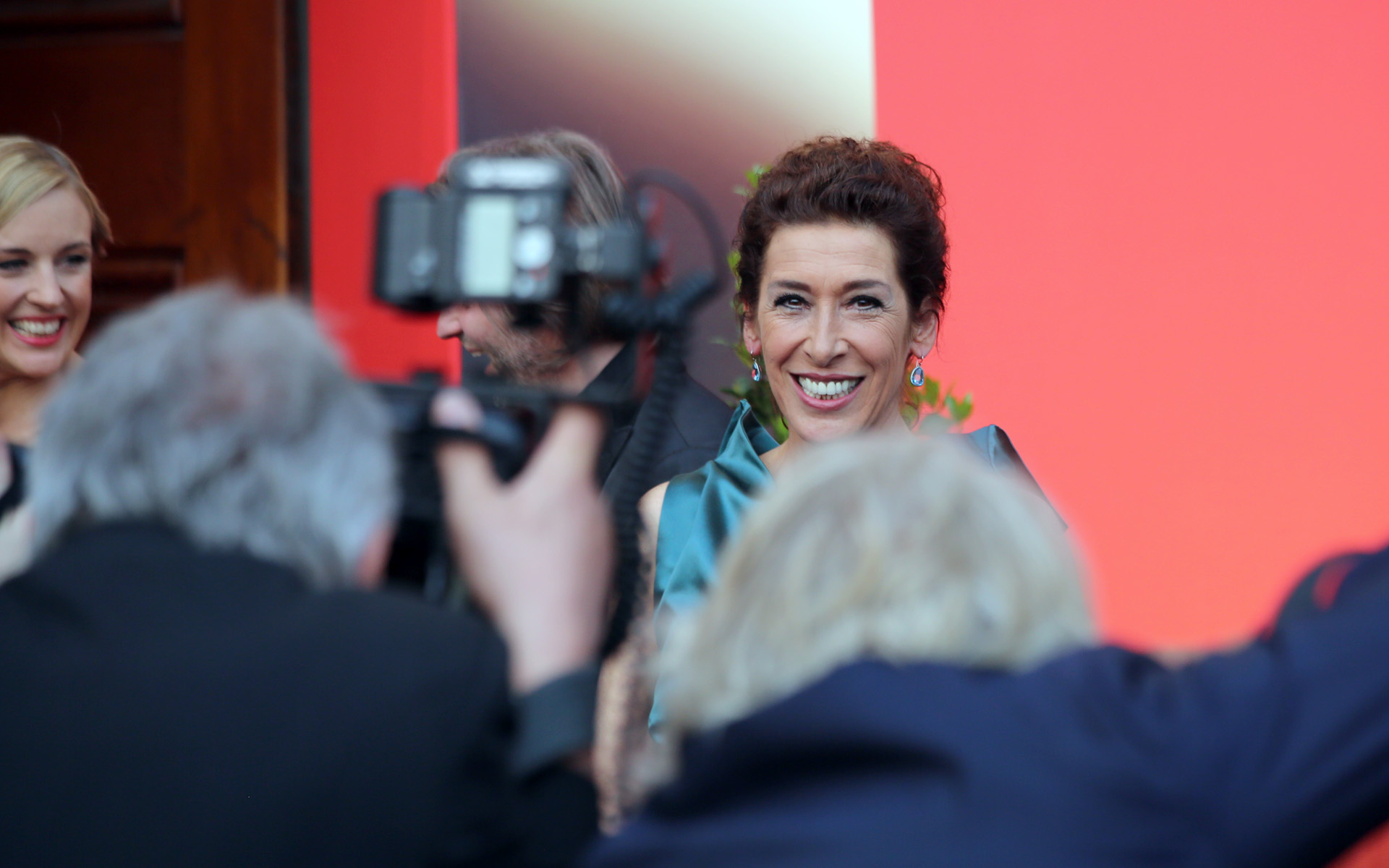
Adele Neuhauser

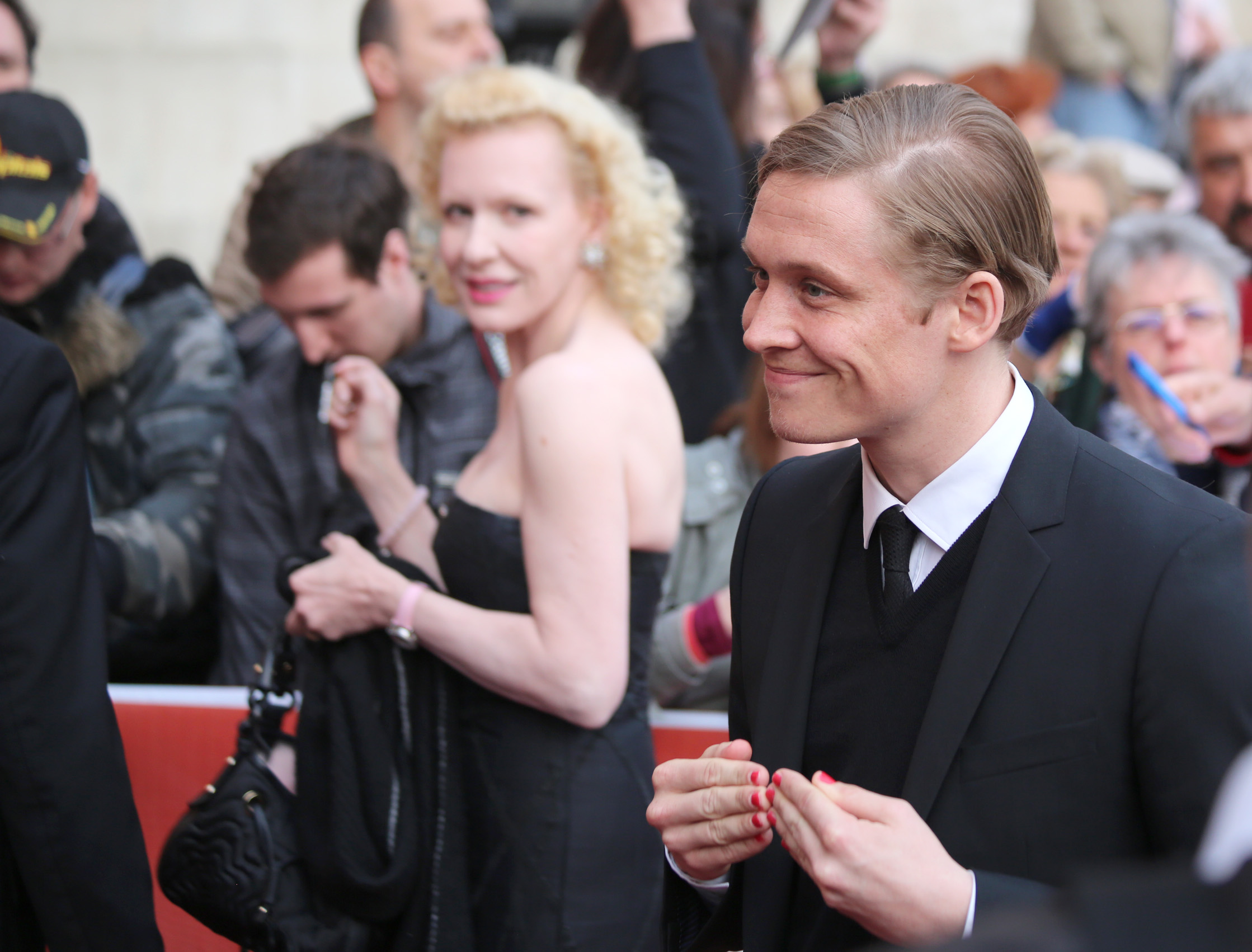
Matthias Schweighöfer

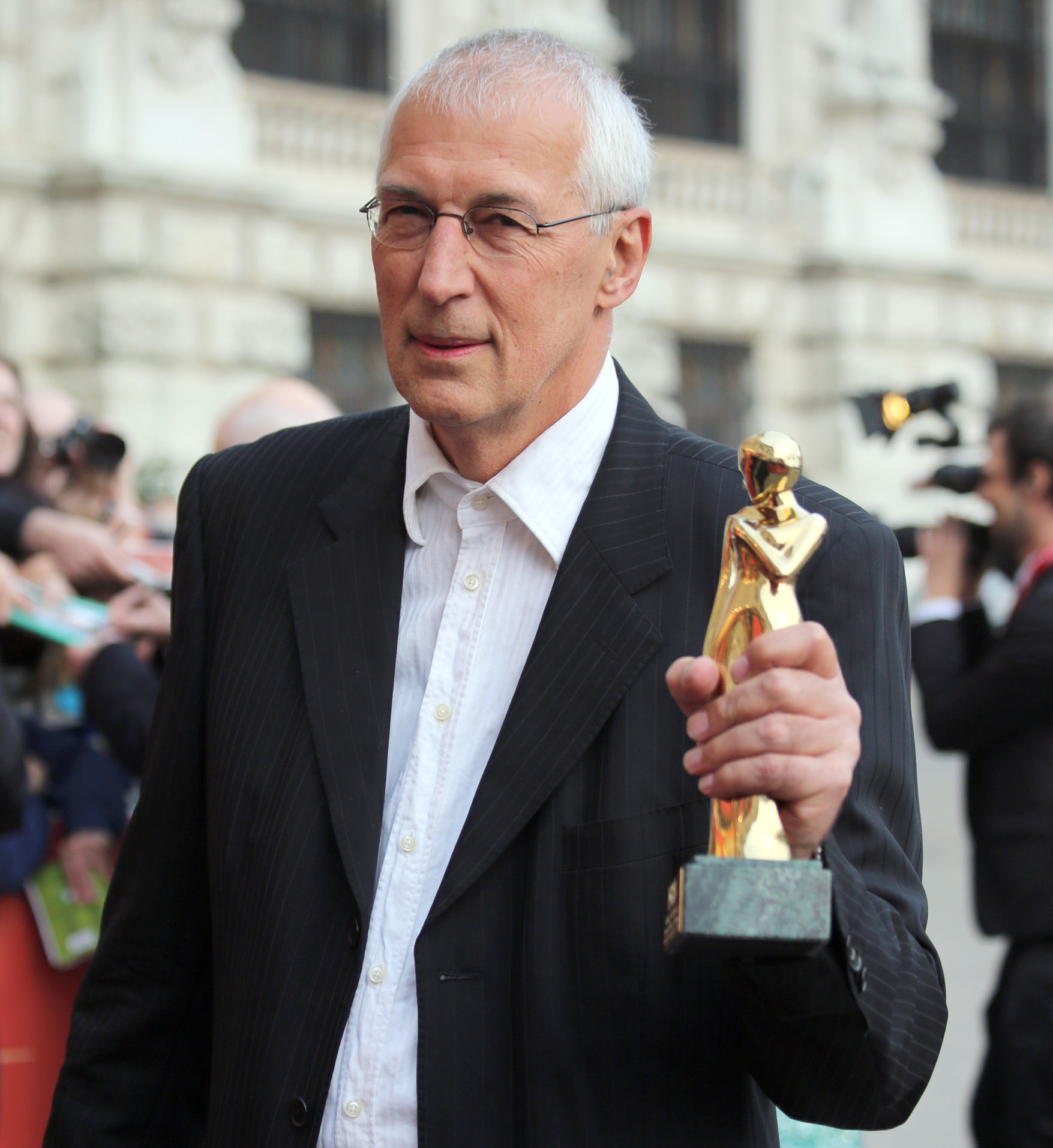
Josef Aichholzer

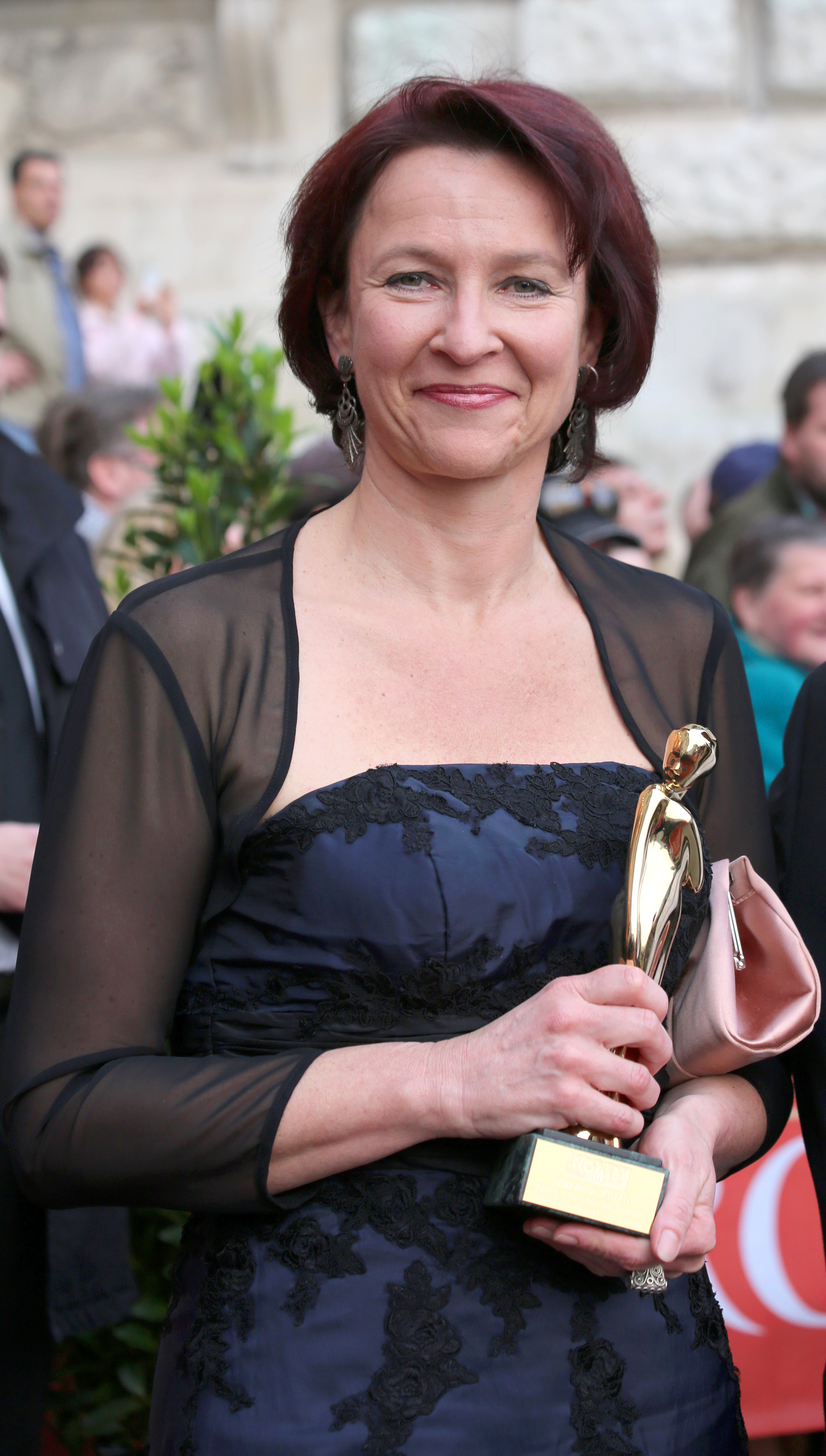
Verena Kurth

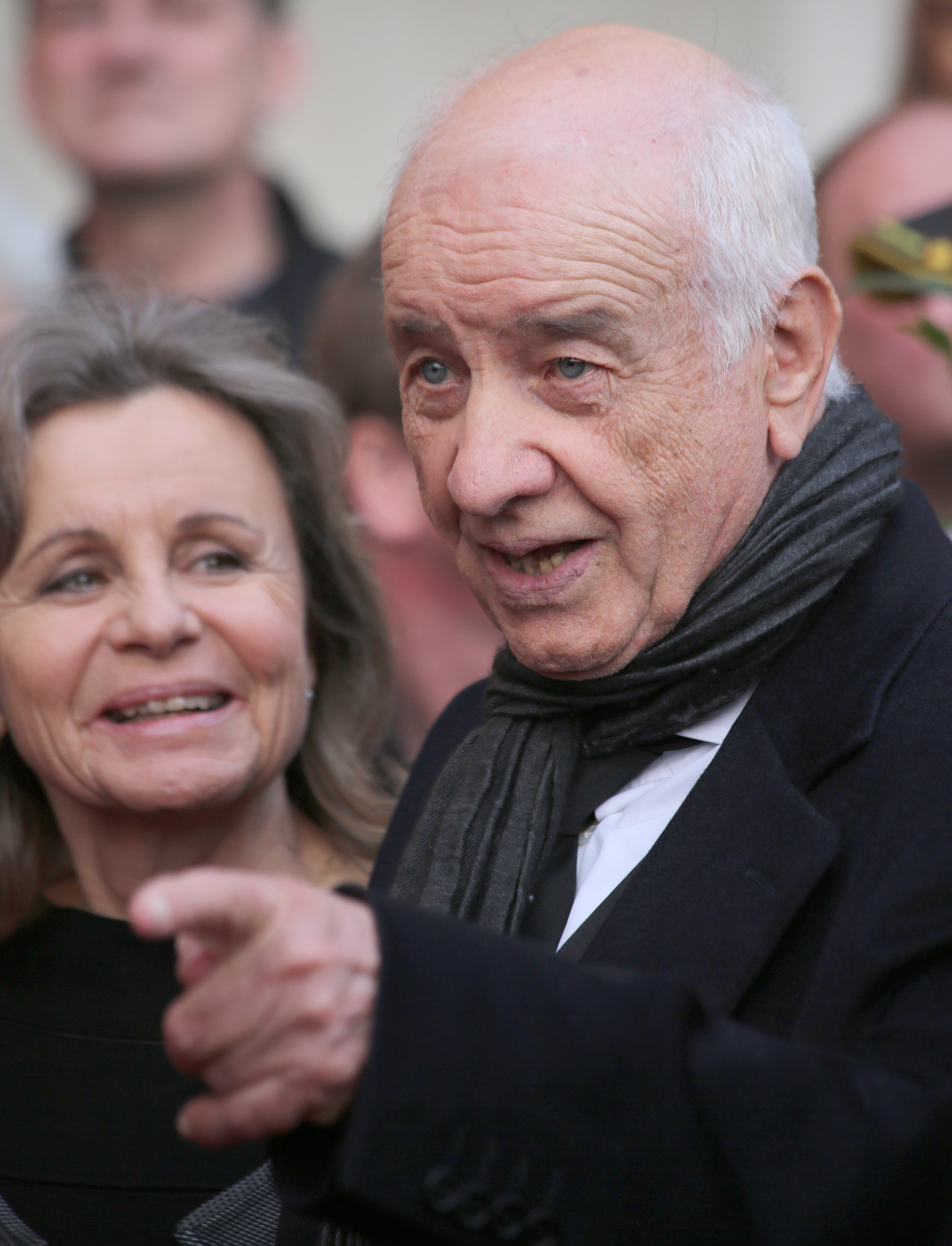
Armin Mueller-Stahl

## Moderation
Moderiert wurde die Preisverleihung von Mirjam Weichselbraun und Tarek Leitner.

## Sieger und Nominierte
Die Nominierungen, aus denen das Publikum per online-Wahl die Gewinner kürte, wurden am 6. März 2013 bekanntgegeben.
| Kategorie                                                                | Preisträger               | Nominierte |
| ------------------------------------------------------------------------ | ------------------------- | --- |
| Beliebteste Schauspielerin präsentiert von Andreas Lust                  | Marie Bäumer              | Suzanne von Borsody Martina Gedeck Sunnyi Melles Barbara Sukowa Andrea Wenzl                                                    |
| Beliebtester Schauspieler präsentiert von Franziska Weisz                | Jan Josef Liefers         | Heino Ferch Florian David Fitz Simon Schwarz Ulrich Tukur Elmar Wepper                                                          |
| Beliebteste/r Moderator/in – Information präsentiert von Hans Knauß      | Peter Resetarits          | Corinna Milborn Claudia Unterweger Hannelore Veit Ernst Hausleitner Meinrad Knapp                                               |
| Beliebteste/r Moderator/in – Unterhaltung präsentiert von Edita Malovčić | Armin Assinger (8. Romy)  | Miriam Hie Katrin Lampe Ina Müller Pia Hierzegger & Michael Ostrowski Volker Piesczek                                           |
| Beliebteste/r Moderator/in – Show präsentiert von Proschat Madani        | Peter Rapp (3. Romy)      | Sonja Zietlow Cindy aus Marzahn & Markus Lanz Doris Golpashin & Andi Knoll Joko Winterscheidt & Klaas Heufer-Umlauf Stefan Raab |
| Beliebteste Seriendarstellerin präsentiert von Erich Altenkopf           | Adele Neuhauser (2. Romy) | Annette Frier Maria Furtwängler Lilian Klebow Nina Proll Ursula Strauss                                                         |
| Beliebtester Seriendarsteller präsentiert von Kate Walsh                 | Henning Baum              | Wolf Bachofner Andreas Kiendl Nicholas Ofczarek Dietrich Siegl Hans Sigl                                                        |

Die Gewinner der so genannten Akademiepreise wurden von der Akademie, bestehend auch aus den bisherigen Romy-Preisträgern, gewählt und am 18. April in einer eigenen Feier übergeben.
| Kategorie                           | Preisträger                                                                     |
| ----------------------------------- | ------------------------------------------------------------------------------- |
| Bester Fernsehfilm                  | Die Auslöschung – Thomas Hroch, Gerald Podgornig                                |
| Bester Kinofilm                     | Schlussmacher – Matthias Schweighöfer, Dan Maag, Marco Beckmann, Cornel Schäfer |
| Beste Dokumentation TV              | Kurt Langbein für Wunder Heilung                                                |
| Beste Dokusoap                      | Elizabeth T. Spira für Liebesg’schichten und Heiratssachen                      |
| Beste Dokumentation Kino            | Markus Imhoof für More than Honey                                               |
| Bester Produzent TV                 | Josef Aichholzer für Spuren des Bösen                                           |
| Bester Produzent TV-Dokumentation   | Frank Gerdes für Karajan, das zweite Leben                                      |
| Bester Produzent Kino               | Veit Heiduschka, Michael Katz für Kuma                                          |
| Bester Produzent Kino-Domumentation | Helmut Grasser für More than Honey                                              |
| Beste Regie TV-Film                 | Andreas Prochaska für Spuren des Bösen                                          |
| Beste Regie Kinofilm                | Julian Pölsler für Die Wand                                                     |
| Beste Kamera TV-Film                | Peter Zeitlinger für Verfolgt – Der kleine Zeuge                                |
| Bestes Buch TV-Film                 | Verena Kurth für Tatort: Zwischen den Fronten                                   |
| Bestes Buch Kinofilm                | Jan-Ole Gerster für Oh Boy                                                      |
| Preis der Jury                      | Die Auslandskorrespondenten des ORF                                             |
| Spezialpreis der Jury               | Braunschlag                                                                     |

| Kategorie                                                          | Preisträger         |
| ------------------------------------------------------------------ | ------------------- |
| Platin-Romy für das Lebenswerk präsentiert von Suzanne von Borsody | Armin Mueller-Stahl |